# Світовий легкоатлетичний тур у приміщенні 2022
Світовий легкоатлетичний тур у приміщенні 2022 став сьомим сезоном найбільш рейтингової всесвітньої серії легкоатлетичних змагань у приміщенні, що з 2016 організовується Світовою легкою атлетикою.

## Змагання
У жовтні 2021 був оголошений календар серії на сезон-2022, який став другим в історії, де старти були розподілені на три категорії: золоту (найпрестижнішу), срібну та бронзову.
| Дата  | Золота категорія                             | Примітки      | Відео                |
| ----- | -------------------------------------------- | ------------- | -------------------- |
| 28.01 | Indoor Meeting - Karlsruhe Карлсруе          | [ 2 ] [ 3 ]   | Відеозвіт на YouTube |
| 29.01 | Мілроузькі ігри Нью-Йорк                     | [ 4 ] [ 5 ]   | Відеозвіт на YouTube |
| 06.02 | New Balance Indoor Grand Prix Нью-Йорк       | [ 6 ] [ 7 ]   |                      |
| 17.02 | Meeting Hauts-de-France Pas-de-Calais Льєвен | [ 8 ] [ 9 ]   | Відеозвіт на YouTube |
| 19.02 | Birmingham Indoor Grand Prix Бірмінгем       | [ 10 ] [ 11 ] | Відеозвіт на YouTube |
| 22.02 | Кубок Коперника Торунь                       | [ 12 ] [ 13 ] | Відеозвіт на YouTube |
| 02.03 | Villa de Madrid Indoor Meeting Мадрид        | [ 14 ] [ 15 ] |                      |

| Дата  | Срібна категорія                                   | Примітки             |
| ----- | -------------------------------------------------- | -------------------- |
| 22.01 | BoXX United Manchester World Indoor Tour Манчестер | [ 16 ] [ 17 ]        |
| 30.01 | Зірки в Нехвіздах Нехвізди                         | [ 18 ]               |
| 03.02 | Czech Indoor Gala Острава                          | [ 19 ] [ 20 ]        |
| 04.02 | ISTAF Indoor Berlin Берлін                         | [ 21 ] [ 22 ]        |
| 11.02 | Orlen Cup Лодзь                                    | [ 23 ] [ 24 ]        |
| 12.02 | Meeting Metz Moselle Athlelor Метц                 | [ 25 ] [ 26 ]        |
| 14.02 | Meeting de l'Eure Валь-де-Рей                      | [ 27 ] [ 28 ]        |
| 15.02 | Banskobystricka latka Банська Бистриця             | [ 29 ] [ 30 ]        |
| 19.02 | Perche Élite Tour Об'єр                            | [ 31 ] [ 32 ]        |
| 20.02 | ISTAF Indoor Dusseldorf Дюссельдорф                | [ 33 ] [ 34 ]        |
| 05.03 | Perche Élite Tour Руан                             | [ 35 ] [ 36 ] [ 37 ] |
| 06.03 | Meeting de Paris Indoor Париж                      | [ 36 ] [ 38 ]        |
| 07.03 | Serbian Open Indoor Meeting Белград                | [ 39 ] [ 40 ]        |

| Дата  | Бронзова категорія                        | Примітки      |
| ----- | ----------------------------------------- | ------------- |
| 27.01 | Kladno Indoor Кладно                      | [ 41 ]        |
| 04.02 | Meeting Elite de Miramas Мірамас          | [ 21 ] [ 42 ] |
| 05.02 | Dr. Sander Invitational Нью-Йорк          | [ 43 ]        |
| 05.02 | Dynamic New Athletics Indoor Match Глазго | [ 44 ] [ 45 ] |
| 06.02 | Густопецькі стрибки Густопече             | [ 46 ]        |
| 09.02 | Mondeville Meeting Мондвіль               | [ 47 ]        |
| 12.02 | PSD Bank Indoor Meeting Дортмунд          | [ 48 ]        |
| 12.02 | American Track League Луїсвілл            | [ 49 ]        |
| 06.03 | World Tune-Up - Adam Sanford Pro Нью-Йорк | [ 50 ]        |

## Регламент
Регламент серії сезону-2022 передбачав визначення переможців у змаганнях золотої категорії у п'яти жіночих (біг на 400, 1500 метрів, біг на 60 метрів з бар'єрами, стрибки у висоту та стрибки у довжину) та шести чоловічих (біг на 60, 800 , 3000/5000 метрів, стрибки з жердиною, потрійний стрибок та штовхання ядра).
За 1-4 місця у залікових дисциплінах на кожному змаганні золотої категорії нараховувалися очки та виплачувалися призові (переможець отримував US$ 3 000).
Переможець загального заліку в кожній дисципліні визначався за трьома найкращими очковими виступами в серії, отримував додатково US$ 10 000 та автоматично набував право взяти участь у чемпіонаті світу в приміщенні-2022.
Призовий фонд кожного змагання срібної та бронзової категорій становив не менше US$ 30 000 та US$ 12 000 відповідно.

## Переможці змагань Золотої категорії

### Чоловіки
| Дисципліна → Етап ↓                      | 60 м                               | 800 м                                       | 3000 м (5000 м)                          | жердина                           | потрійний                     | ядро                            |
| ---------------------------------------- | ---------------------------------- | ------------------------------------------- | ---------------------------------------- | --------------------------------- | ----------------------------- | ------------------------------- |
| Карлсруе                                 |                                    | Елліот Джайлс Велика Британія 1.46,78 Відео | Беріху Арегаві Ефіопія 7.26,20 Відео     | Арман Дюплантіс Швеція 6,02 Відео | Андреас Пантацис Греція 16,79 | Раян Кроузер США                |
| Нью-Йорк (Мілроузькі ігри)               | Крістіан Коулмен США 6,49 Відео    | Брайс Гоппел США 1.46,05 Відео              | Джордж Біміш Нова Зеландія 7.39,50 Відео |                                   |                               |                                 |
| Нью-Йорк (New Balance Indoor Grand Prix) | Ноа Лайлс США 6,56 Відео           | Маріано Гарсія Іспанія 1.45,12              | Адель Мечаль Іспанія 7.30,82 AR Відео    |                                   | Дональд Скотт США 16,68       |                                 |
| Льєвен                                   | Марселл Джейкобс Італія 6,50 Відео | Маріано Гарсія Іспанія 1.46,29              | Ламеча Гірма Ефіопія 7.30,54             | Крістофер Нільсен США 5,91        | Ласаро Мартінес Куба 17,21    |                                 |
| Бірмінгем                                | Ноа Лайлс США 6,55 Відео           |                                             |                                          | Арман Дюплантіс Швеція 6,05 Відео |                               |                                 |
| Торунь                                   | Елайджа Голл США 6,53              | Елліот Джайлс Велика Британія 1.45,42       | Ламеча Гірма Ефіопія 7.31,09             | Ернест Об'єна Філіппіни 5,81      |                               | Філіп Міхалевич Хорватія 21,84  |
| Мадрид                                   | Елайджа Голл США 6,57              | Елліот Джайлс Велика Британія 1.45,43       | Ламеча Гірма Ефіопія 7.34,03 Відео       |                                   | Ласаро Мартінес Куба 17,12    | Конрад Буковецький Польща 21,91 |
| Переможці у загальному заліку →          | Елайджа Голл США                   | Елліот Джайлс Велика Британія               | Ламеча Гірма Ефіопія                     | Арман Дюплантіс Швеція            | Ласаро Мартінес Куба          | Конрад Буковецький Польща       |

### Жінки
| Дисципліна → Етап ↓                      | 400 м                                    | 1500 м (1 миля)                                | 60 м з/б                              | висота                                          | довжина                                 |
| ---------------------------------------- | ---------------------------------------- | ---------------------------------------------- | ------------------------------------- | ----------------------------------------------- | --------------------------------------- |
| Карлсруе                                 | Анна Келбасинська Польща 51,92 Відео     | Аксумавіт Ембає Ефіопія 4.02,12 (1500 м) Відео | Даніель Вільямс Ямайка 7,84 Відео     | Емілі Бортвік (GBR) Імке Оннен (GER) 1,91 Відео |                                         |
| Нью-Йорк (Мілроузькі ігри)               | Вейдлайн Джонатас США 52,51 Відео        |                                                | Брітані Андерсон Ямайка 7,91 Відео    |                                                 | Тара Девіс США 6,59 Відео               |
| Нью-Йорк (New Balance Indoor Grand Prix) |                                          | Естер Герреро Іспанія 4.11,87 (1500 м)         | Даніель Вільямс Ямайка 7,83           |                                                 | Лоррейн Уген Велика Британія 6,71 Відео |
| Льєвен                                   |                                          | Гудаф Цегай Ефіопія 4.21,72 (1 миля)           | Летісія Бапте Франція 8,00            |                                                 | Юлімар Рохас Венесуела 6,81 Відео       |
| Бірмінгем                                | Стефані-Енн Макферсон Ямайка 51,39 Відео | Давіт Сеяум Ефіопія 4.04,35 (1500 м)           | Зої Седней Нідерланди 8,02            | Елінор Паттерсон Австралія 1,97                 | Хадді Санья Швеція 6,70                 |
| Торунь                                   | Фемке Бол Нідерланди 50,64               | Гудаф Цегай Ефіопія 3.54,77 (1500 м)           | Девінн Чарлтон Багамські Острови 7,90 |                                                 | Хадді Санья Швеція 6,70                 |
| Мадрид                                   | Юстина Швенти-Ерсетиц Польща 51,21       | Гудаф Цегай Ефіопія 3.57,58 (1500 м)           | Зої Седней Нідерланди 7,95            | Елінор Паттерсон Австралія 1,96                 | Лоррейн Уген Велика Британія 6,67       |
| Переможці у загальному заліку →          | Юстина Швенти-Ерсетиц Польща             | Гудаф Цегай Ефіопія                            | Девінн Чарлтон Багамські Острови      | Елінор Паттерсон Австралія                      | Лоррейн Уген Велика Британія            |

## Виступи українців
| Золота категорія - Юлія Левченко (Карлсруе • висота • 1,88) - Анна Плотіцина (Льєвен • 60 м з/б • 8,22 (8,19 в забігу)) - NM Марина Бех-Романчук (Льєвен • довжина) - NM Марина Бех-Романчук (Бірмінгем • довжина) - (забіг) Наталія Юрчук (Торунь • 60 м з/б • 8,24) | Срібна категорія - Юлія Чумаченко (Нехвізди • висота • 1,87) - Андрій Проценко (Лодзь • висота • 2,25) - Данило Даниленко (Острава • 400 м • 46,67 PB) - Ярослава Магучіх (Банська Бистриця • висота • 1,96 SB) - Андрій Проценко (Банська Бистриця • висота • 2,25) - Яна Гладійчук (Острава • жердина • 4,41) - Ірина Геращенко Банська Бистриця • висота • 1,93 SB) - Олег Дорощук (Банська Бистриця • висота • 2,25) - (забіг) Вікторія Ратнікова (Лодзь • 60 м • 7,43) | Бронзова категорія - Юлія Чумаченко (Кладно • висота • 1,86) - Юлія Левченко (Мондвіль • висота • 1,89) - Анастасія Бризгіна (Мондвіль • 400 м • 53,99) - Ярослава Магучіх (Густопече • висота • 1,92) - Данило Даниленко (Мондвіль • 400 м • 47,77) - Андрій Проценко (Густопече • висота • 2,30) - Ірина Геращенко (Густопече • висота • 1,92) - Олександр Погорілко (Мондвіль • 400 м • 47,93) - Катерина Табашник (Густопече • висота • 1,85) - Юлія Чумаченко (Густопече • висота • 1,85) - (забіг) Вікторія Ратнікова (Мондвіль • 60 м • 7,56) - (забіг) Анна Плотіцина (Мондвіль • 60 м з/б • 8,28) |